# 岡部隆志
岡部 隆志（おかべ たかし、1949年 - ）は、日本の日本文学研究者。文芸評論家。共立女子短期大学名誉教授。

## 経歴
1949年、栃木県に生まれる。栃木県立宇都宮商業高等学校卒業。明治学院大学に入学。全共闘運動に参加。明治学院大学除籍。社学同叛旗派の活動家となり、三里塚闘争（成田空港問題）に加わる。同派の三里塚現地闘争小屋に住み、1971年2月、第一次代執行に対し地下壕に立て籠もり逮捕。同年9月の第二次代執行初日に発生した東峰十字路事件の被疑者として同年12月再び逮捕、起訴される。保釈後、1978年、明治大学文学部第二部文芸学科入学。1982年、同大学卒業。1984年、同大学大学院博士前期課程修了。裁判では執行猶予付き有罪判決（懲役刑）を受ける。その後駿台予備学校論文科講師、共立女子短期大学専任講師を経て、共立女子短期大学文科教授。専攻は日本古代文学・民俗学・近現代文学。1997年から中国雲南省少数民族の歌垣文化調査も行う。歌人福島泰樹主宰の短歌結社「月光の会」に参加し、短歌誌『月光』に現代短歌評論を発表。2020年3月、共立女子短期大学を定年退職。共立女子短期大学名誉教授。

※上記は『叛乱の時代を生きた私たちを読む』著者についてAmazon・『叛乱の時代を生きた私たちを読む 自己史としての短歌評』皓星社 による。

2025年現在、「八王子文芸アカデミー」（共立女子大学・共立女子短期大学の教員有志による文学講座）の講師を務めている。

## 著書

### 単著
- 『北村透谷の回復 憑依と覚醒』三一書房 1992
- 『考える小論文 人文系』駿台文庫 駿台受験叢書 1993
- 『異類という物語 『日本霊異記』から現代を読む』新曜社 <叢書>物語の冒険 1994
- 『言葉の重力 短歌の言葉論』洋々社 月光叢書別冊 1999
- 『古代文学の表象と論理』武蔵野書院 2003
- 『聞き耳をたてて読む 短歌評論集』洋々社 月光歌論叢書 2004
- 『神話と自然宗教 (アニミズム) 中国雲南省少数民族の精神世界』三弥井書店 2013
- 『短歌の可能性 岡部隆志評論集』ながらみ書房 2015
- 『犬が見ている 岡部隆志句集』ふらんす堂 2018
- 『アジア「歌垣」論 附・中国雲南省白族の歌掛け資料』三弥井書店 2018
- 『叛乱の時代を生きた私たちを読む 自己史としての短歌評』皓星社 2021
- 『胸底からの思考 柳田国男と近現代作家』森話社 2021

### 共編著
- 『もっと知りたいあなたのための天皇制・入門』赤坂憲雄、斎藤英喜共著 JICC出版局  ISLANDBOOKS 1990
- 『中国少数民族歌垣調査全記録1998』工藤隆共著 大修館書店 2000
- 『神の言葉・人の言葉 <あわい>の言葉の生態学』丸山隆司共編 武蔵野書院 古代文学会叢書 2001
- 『シャーマニズムの文化学 日本文化の隠れた水脈』斎藤英喜、津田博幸、武田比呂男共著 森話社 叢書・<知>の森 2001
- 『七五調のアジア 音数律からみる日本短歌とアジアの歌』工藤隆、西條勉共編著 大修館書店 2011
- 『歌の起源を探る 歌垣』手塚恵子、真下厚共編 三弥井書店 2011
- 『歌を掛け合う人々 東アジアの歌文化』真下厚、手塚恵子、張正軍共著 三弥井書店 2017
- 『大嘗祭 隠された古層』工藤隆、遠藤耕太郎共編 勉誠出版 2021
- 『歌・呪術・儀礼の東アジア』山田直巳、工藤隆、張正軍ほか共編著 新典社 新典社研究叢書344 2021